# فرودگاه راجکوت
 فرودگاه راجکوت (به انگلیسی: Rajkot Airport) (به زبان بومی: રાજકોટ વિમાનમથક) یک فرودگاه همگانی با کد یاتا RAJ است . این فرودگاه در کشور هند قرار دارد و در ارتفاع ۱۳۴ متری از سطح دریا واقع شده‌است.

## شرکت‌های هواپیمایی و مقصدهای پروازی
| شرکت‌های هواپیمایی  | مقصدهای پروازی         |
| ------------------ | ---------------------- |
| ایر ایندیا         | چاتراپاتی شیواجی، دهلی |
| Ventura AirConnect | Surat                  |